# ヒシモンモドキ
ヒシモンモドキ（菱紋擬き）、学名 Hishimonoides sellatiformis はヨコバイ科に分類される昆虫の1種。全長5mm弱のヨコバイで、全体に細かい褐色斑を散らし、翅を閉じた状態では背面中央に濃色の菱形紋を現わす。クワ萎縮病の病原体であるファイトプラズマの媒介者（ベクター）として知られる農業害虫である。ヒシモンモドキ属 Hishimonoides 属のタイプ種。
和名学名ともに背面の菱形紋や全形が別属のヒシモンヨコバイ Hishimonus sellatus に似ていることに由来し、属名 Hishimonoides は Hishimonus　（ヒシモンヨコバイの属名）＋oides（…に類した)、種小名 sellatiforimis は sellatus（ヒシモンヨコバイの種小名／原義：鞍を付けた…）＋formis（…の形をした）の意で、属名、種小名ともにヒシモンヨコバイの学名を元にしている。

## 分布
日本（本州、九州）、中国。

## 形態
成虫
頭頂から翅端までの長さは4.7-4.8mm、翅を除いた体長はオス3.0mm、メス3.5mm前後。全体的には褐色系のヨコバイで、生時は複眼が暗紅色、単眼は淡色。頭部上面は藁色で橙褐色の斑紋があり、顔には橙色の斑紋の他に両側に7本前後の暗色の横線がある。
前胸背の地色は頭部のそれよりも暗色、多数の淡色斑があり、そこに小点刻を散らす。小盾板は前半部に橙褐色の不規則斑があり、後端近くの側縁に褐色小斑がある。
前翅は帯灰色の半透明、翅脈は褐色、前翅後半にやや濃い褐色の三角紋があり、左右の翅を閉じたときに三角紋が背面中央で合体して大きな菱形紋を作る。この菱形紋の明瞭さには個体差があるが、一般にヒシモンヨコバイほどには明瞭ではないとされる。
オスの交尾器の結合節（connective）は前端が開いたＹ字型、挿入器（陰茎・aedeagus）は基部にハの字型に突出する1対の突起があり、それぞれの先端に生殖孔（gonopore）が開口する。更にそれより先に2対の突起があり、そのうち手前の1対は扁平で先が尖った柳葉状、先端の1対は長い棘状で、先端手前1/3付近で左右の突起が弱く捩れつつ交差する。
幼虫
終齢幼虫は約5ｍｍ。ヒシモンヨコバイの幼虫に酷似するが、複眼が鮮紅色であるこで識別できるとされる。
卵
卵は半月形、もしくは長さ約0.7mmの卵形で乳白色、クワの枝条の樹皮下に1個ずつ産みつけられる。その産卵痕は肉眼でも明瞭に認められるが、ヒシモンヨコバイの産卵痕との識別は困難だという。ただしヒシモンヨコバイの卵はやや湾曲する。
上記のうち、成虫の頭部から小盾板までの背面の様子とオスの交尾器は原記載に線画で示されている。全形は、石島（1971）が白黒で成虫の写真を、伊藤（2003）が幼虫と成虫のカラー写真を示している（いずれもオンラインで閲覧可：ただし後者は要登録）。さらに英国の National Museum Wales がパラタイプのカラー写真をウェブ上で公開している（右上の画像外部リンクボックス）。

## 生態
5月初旬に越冬卵から孵化し、年に2-3世代繰り返す。たとえば埼玉県秩父市では成虫は6-7月と8-10月頃に2回発生し、10月下旬から11月上旬頃に成虫は姿を消し、卵の状態で越冬する。
クワを主な寄主植物とし、クワ萎縮病を媒介する農業害虫としてよく知られている。本種は、萎縮病に罹ったクワから吸汁することで病原体であるファイトプラズマを体内に取り込み、他の健全なクワから吸汁する際にこれを媒介する。ただしファイトプラズマを取り込んでもすぐに媒介能力を有するわけではなく、一ヶ月前後の潜伏期間を経たのちに媒介可能となり、その後は死ぬまでの1-2ヶ月間にわたって媒介能力を保持する。ファイトプラズマはヒシモンモドキの体内で増殖することが知られており、保毒成虫の卵母細胞内や精巣などにも多数のファイトプラズマが確認されていることから、罹病株からの吸引のみならず保毒成虫からの次世代伝搬の可能性も推定されている。本種の場合、発生数が多くないことから吸汁そのものによる加害はさほどではないが、ファイトプラズマの媒介能力はヒシモンヨコバイ以上であると言われる。

## 分類
原記載
- Hishimonoides sellatiformis Ishihara, 1965 Jap. J. Appl. Ent. Zool. 9(1): 19–22 (p.21-22, text-fig. 2)[2].
- タイプ産地：「Shijo, Yamagata Pref., Honshu, Japan」（山形県新庄市： "Shijo" は Shinjo の誤り）。
- タイプ標本：ホロタイプ／オス1頭、パラタイプ／オス3頭とメス2頭。

類似種
類似種には以下のようなものがあるが、正確な同定には交尾器を調べる必要がある。
- Hishimonus Ishihara, 1953　ヒシモンヨコバイ属

ヒシモンヨコバイがタイプ種で、旧世界に広く分布し50種数種以上が記載されており、日本からはヒシモンヨコバイ、アライヒシモンヨコバイ、オオヒシモンヨコバイの3種が知られている。背面に菱形紋がある点でヒシモンモドキによく似ているが、オスの交尾器の挿入器の形態がヒシモンモドキより単純で、生殖孔が開く一対の突起のみが伸びるY字状であることで属が区別される。また外見上では、少なくともヒシモンヨコバイは頭部や前胸背と複眼が緑色、あるいは頭部と前胸背が淡黄色で複眼が黒いことで、頭-胸背が褐色で複眼が暗紅色のヒシモンモドキと区別される。
- Hishimonoides Ishihara, 1965　ヒシモンモドキ属

ヒシモンモドキをタイプ種とする本属にはこれまでにアジア産の13種が分類されている。そのうち日本からは2種、すなわち本稿のヒシモンモドキと本州から報告があるヒメヒシモンモドキ　Hishimonoides miaolingensis が知られているが、後者は体長が約3.7mmと小さいことや背面の菱形紋がやや不明瞭なこと、オスの交尾器の挿入器の形状などの違いでヒシモンモドキと区別される。ヒシモンモドキ属の種と分布は以下のとおり。
- Hishimonoides arbudae Viraktamath, Anantha Murthy & Viraktamath, 1987　（インド）
- Hishimonoides aurifascialis Kuoh, 1976　（中国）
- Hishimonoides bougainvilleae Viraktamath, Anantha Murthy & Viraktamath, 1987　（中国、インド）
- Hishimonoides brevis Li, 2011　（中国）
- Hishimonoides chinensis Anufriev, 1970　（中国）
- Hishimonoides curvatus Dai, Viraktamath, & Zhang, 2010　（中国:広西チワン族自治区）
- Hishimonoides dentimarginus Li & Zhang, 2005　（中国）
- Hishimonoides miaolingensis Li & Zhang, 2006　ヒメヒシモンモドキ　（中国、日本）
- Hishimonoides orientalis Mahmood, 1975　（インド、バングラデシュ）
- Hishimonoides recurvatis Li, 1988　（中国）
- Hishimonoides sellatiformis lshihara, 1965　ヒシモンモドキ　（日本、中国）
- Hishimonoides similis Dai, Viraktamath, & Zhang, 2010　（中国）
- Hishimonoides spinosus Viraktamath, Anantha Murthy & Viraktamath, 1987　（インド）
  - Hishimonoides laterosporeus Li and Zhang, 2005は Hishimonoides chinensis Anufriev, 1970の新参異名とされる。

## 人との関係
上述したようにクワに重篤な被害を与えるクワ萎縮病の病原体であるファイトプラズマの媒介者（ベクター）としてよく知られており、その方面からの研究がなされている。しかし一般的な昆虫図鑑などにはほとんど掲載されたことがない。